# TNA Knockouts World Tag Team Championship
TNA Knockouts World Tag Team Championship é um título de duplas femininas de wrestling profissional que pertence a Total Nonstop Action Wrestling (TNA). É disputado principalmente por equipes compostas por equipes femininas da TNA, conhecidas como TNA Knockouts, na divisão feminina da TNA; no entanto, o título já foi conquistado por um homem. As atuais campeãs são Ash by Elegance e Heather by Elegance, que estão em seu primeiro reinado como equipe e individualmente.
A criação do título foi anunciada em 20 de agosto de 2009 durante um segmento nos bastidores do programa de televisão principal da Total Nonstop Action Wrestling (TNA), TNA Impact!. Como a maioria dos títulos de wrestling profissional, o título é conquistado através do resultado de uma luta roteirizada. Sarita e Taylor Wilde foram as campeãs inaugurais. Elas venceram um torneio de quatro semanas para coroar as primeiras campeãs. Os campeões finais foram ODB e Eric Young, que detiveram os títulos por um recorde de 478 dias antes da desativação dos títulos em 2013, devido a Eric Young ser um lutador masculino.
Em 24 de outubro de 2020, no Bound for Glory, o retorno dos títulos foi oficialmente anunciado por Madison Rayne, com um torneio para coroar as campeões dos títulos revividos. Em 16 de janeiro de 2021, a final do torneio foi vencida por Fire 'N Flava (Kiera Hogan e Tasha Steelz) no Hard To Kill.

## História

### TNA Knockout
TNA Knockout, ou apenas Knockout para abreviar, foi o termo usado pela Total Nonstop Action Wrestling (TNA, agora Impact Wrestling) para se referir às suas lutadoras; isso é semelhante a World Wrestling Entertainment e ao pseudônimo Divas que eles usaram. A primeira conquista feminina da TNA foi anunciada no primeiro evento pay-per-view semanal da TNA em 19 de junho de 2002. Foi chamada de coroa "Miss TNA". A detentora da coroa foi determinada em uma batalha real de lingerie em 19 de junho de 2002, que foi ao ar em 26 de junho de 2002. As participantes da luta foram Alexis Laree, Elektra, Erin Bray, Francine, Miss Joni, Sasha, Shannon, Taylor Vaughn e Teresa Tyler. Vaughn eliminou Elektra por última para vencer a coroa. O TNA Knockout of the Year é outro prêmio da TNA dado a lutadora que conseguiu mais ou teve o melhor desempenho naquele ano. A Knockout of the Year mais recente foi Gail Kim em 2007; nenhum prêmio foi entregue em 2008. Em outubro de 2007 no evento Bound for Glory, a TNA estabeleceu seu primeiro título feminino, com Gail Kim vencendo uma luta gauntlet de dez lutadoras para se tornar a primeira Campeã Feminina da TNA. Ms. Brooks, Christy Hemme, Awesome Kong, Roxxi Laveaux, Talia Madison, Shelly Martinez, Jackie Moore, ODB e Angel Williams também estavam envolvidas na luta. Dois DVDs sobre o tópico TNA Knockouts foram lançados pela TNA. O primeiro foi denominado "Knockouts: The Ladies of TNA Wrestling Vol.1" e foi lançado em 29 de agosto de 2006. "Knocked Out: The Women of TNA Wrestling" foi o segundo, sendo lançado em 7 de outubro de 2008.

### Torneio Inaugural
No episódio de 20 de agosto de 2009 do Impact! A entrevistadora nos bastidores Lauren, que estava com Christy Hemme, Tara, Taylor Wilde e Sarita, anunciou que a TNA estava planejando sediar um torneio de eliminatório com oito equipes para coroar as primeiras Campeãs Knockouts de Duplas da TNA. Depois de uma luta fatal four-way entre Hemme, Traci Brooks, Sarita e Awesome Kong, os comentaristas da TNA Mike Tenay e Taz anunciaram que a luta da primeira fase do torneio aconteceria no episódio de 27 de agosto do Impact! com Kong e Raisha Saeed enfrentando Brooks e Sharmell. Kong e Saeed acabaram vencendo a luta e avançando para a próxima rodada do torneio. No episódio de 3 de setembro do Impact!, a equipe de Hemme e Tara derrotou a equipe de Hamada e Sojournor Bolt para passar para a segunda rodada do torneio. Na próxima semana no Impact!, a equipe de Sarita e Taylor Wilde derrotou Alissa Flash e Daffney para também avançar para a segunda rodada. Mais tarde naquele mesmo episódio, Angelina Love e Velvet Sky (conhecid\s coletivamente como The Beautiful People) derrotaram a equipe de Madison Rayne e Roxxi.  A segunda rodada começou no episódio de 17 de setembro do Impact!, com os encontros de Kong e Saeed versus Sarita e Wilde e The Beautiful People versus Hemme e Tara. A primeira luta opôs Hemme e Tara contra The Beautiful People, sendo estas últimas vitoriosas. Sarita e Wilde venceram o segundo confronto sobre Kong e Saeed. As finais do torneio foram então marcadas para o evento No Surrender, com The Beautiful People contra Sarita e Wilde. Sarita e Wilde derrotaram Madison Rayne, uma substituta de Angelina Love que havia sido dispensada de seu contrato antes do evento, e Velvet Sky (também conhecida coletivamente como The Beautiful People) em 20 de setembro no No Surrender para se tornarem as primeiras Campeãs Knockouts de Duplas da TNA.

#### Chaveamento do torneio
|  | Quartas-de-final (TV - iMPACT!) | Quartas-de-final (TV - iMPACT!) | Quartas-de-final (TV - iMPACT!) |                            |                             | Semi-finais (TV - iMPACT!)  | Semi-finais (TV - iMPACT!) | Semi-finais (TV - iMPACT!) |  |  | Final (No Surrender) | Final (No Surrender) | Final (No Surrender) |  |
|  |                                 |                                 |                                 |                            |                             |                             |                            |                            |  |  |                      |                      |                      |  |
|  | Traci Brooks e Sharmell         | Traci Brooks e Sharmell         | 3:00                            |                            |                             |                             |                            |                            |  |  |                      |                      |                      |  |
|  | Traci Brooks e Sharmell         | Traci Brooks e Sharmell         | 3:00                            |                            |                             |                             |                            |                            |  |  |                      |                      |                      |  |
|  | Awesome Kong e Raisha Saeed     | Awesome Kong e Raisha Saeed     | Pin                             |                            |                             |                             |                            |                            |  |  |                      |                      |                      |  |
|  | Awesome Kong e Raisha Saeed     | Awesome Kong e Raisha Saeed     | Pin                             |                            | Awesome Kong e Raisha Saeed | Awesome Kong e Raisha Saeed | 3:00                       |                            |  |  |                      |                      |                      |  |
|  |                                 |                                 |                                 |                            | Awesome Kong e Raisha Saeed | Awesome Kong e Raisha Saeed | 3:00                       |                            |  |  |                      |                      |                      |  |
|  |                                 |                                 | Taylor Wilde e Sarita           | Taylor Wilde e Sarita      | Pin                         |                             |                            |                            |  |  |                      |                      |                      |  |
|  | Taylor Wilde e Sarita           | Taylor Wilde e Sarita           | Taylor Wilde e Sarita           | Taylor Wilde e Sarita      | Pin                         | Pin                         |                            |                            |  |  |                      |                      |                      |  |
|  | Taylor Wilde e Sarita           | Taylor Wilde e Sarita           |                                 |                            |                             |                             |                            |                            |  |  |                      |                      |                      |  |
|  | Daffney e Alissa Flash          | Daffney e Alissa Flash          | 5:00                            |                            |                             |                             |                            |                            |  |  |                      |                      |                      |  |
|  | Daffney e Alissa Flash          | Daffney e Alissa Flash          | 5:00                            |                            | Taylor Wilde e Sarita       | Taylor Wilde e Sarita       | Pin                        |                            |  |  |                      |                      |                      |  |
|  |                                 |                                 |                                 |                            |                             |                             |                            |                            |  |  |                      |                      |                      |  |
|  |                                 |                                 | Velvet Sky e Madison Rayne      | Velvet Sky e Madison Rayne | 5:00                        |                             |                            |                            |  |  |                      |                      |                      |  |
|  | Velvet Sky e Angelina Love      | Velvet Sky e Angelina Love      | Velvet Sky e Madison Rayne      | Velvet Sky e Madison Rayne | 5:00                        | Pin                         |                            |                            |  |  |                      |                      |                      |  |
|  | Velvet Sky e Angelina Love      | Velvet Sky e Angelina Love      |                                 |                            |                             |                             |                            |                            |  |  |                      |                      |                      |  |
|  | Madison Rayne e Roxxi           | Madison Rayne e Roxxi           | 3:00                            |                            |                             |                             |                            |                            |  |  |                      |                      |                      |  |
|  | Madison Rayne e Roxxi           | Madison Rayne e Roxxi           | 3:00                            |                            | Velvet Sky e Angelina Love  | Velvet Sky e Angelina Love  | Pin                        |                            |  |  |                      |                      |                      |  |
|  |                                 |                                 |                                 |                            | Velvet Sky e Angelina Love  | Velvet Sky e Angelina Love  | Pin                        |                            |  |  |                      |                      |                      |  |
|  |                                 |                                 | Tara e Christy Hemme            | Tara e Christy Hemme       | 4:00                        |                             |                            |                            |  |  |                      |                      |                      |  |
|  | Hamada e Sojournor Bolt         | Hamada e Sojournor Bolt         | Tara e Christy Hemme            | Tara e Christy Hemme       | 4:00                        | 7:25                        |                            |                            |  |  |                      |                      |                      |  |
|  | Hamada e Sojournor Bolt         | Hamada e Sojournor Bolt         |                                 |                            |                             |                             |                            |                            |  |  |                      |                      |                      |  |
|  | Tara e Christy Hemme            | Tara e Christy Hemme            | Pin                             |                            |                             |                             |                            |                            |  |  |                      |                      |                      |  |

### Torneio de reativação
Ao longo de 2020, a Impact Wrestling (que foi renomeada de TNA em 2017) contratou vários talentos femininos, como Nevaeh, Tasha Steelz, Deonna Purrazzo, e Kimber Lee, todos que foram emparelhadas com nomes já estabelecidos no plantel. Após meses de competição entre as duplas na divisão Knockouts, em 24 de outubro no pay-per-view Bound for Glory, Madison Rayne anunciou que, após quase oito anos de inatividade, a Impact Wrestling estava revivendo o Knockouts Tag Team Championship. Também foi anunciado que um torneio de oito equipes aconteceria nos próximos dois meses para determinar as próximas campeãs. As chaves foram anunciadas em novembro, com as finais definidas para acontecer no pay-per-view Hard To Kill em janeiro de 2021.

#### Chaveamento do torneio
|  | Quartas-de-final (Impact!) (17 e 24 de novembro, 1 e 8 de dezembro de 2020) | Quartas-de-final (Impact!) (17 e 24 de novembro, 1 e 8 de dezembro de 2020) | Quartas-de-final (Impact!) (17 e 24 de novembro, 1 e 8 de dezembro de 2020) |                            |                            | Semi-finais (Impact!) (15 de dezembro de 2020 e 5 de janeiro de 2021) | Semi-finais (Impact!) (15 de dezembro de 2020 e 5 de janeiro de 2021) | Semi-finais (Impact!) (15 de dezembro de 2020 e 5 de janeiro de 2021) |  |  | Final (Hard to Kill) (16 de janeiro de 2021) | Final (Hard to Kill) (16 de janeiro de 2021) | Final (Hard to Kill) (16 de janeiro de 2021) |  |
|  |                                                                             |                                                                             |                                                                             |                            |                            |                                                                       |                                                                       |                                                                       |  |  |                                              |                                              |                                              |  |
|  | Tenille Dashwood e Alisha                                                   | Tenille Dashwood e Alisha                                                   | 6:32                                                                        |                            |                            |                                                                       |                                                                       |                                                                       |  |  |                                              |                                              |                                              |  |
|  | Tenille Dashwood e Alisha                                                   | Tenille Dashwood e Alisha                                                   | 6:32                                                                        |                            |                            |                                                                       |                                                                       |                                                                       |  |  |                                              |                                              |                                              |  |
|  | Havok e Nevaeh                                                              | Havok e Nevaeh                                                              | Pin                                                                         |                            |                            |                                                                       |                                                                       |                                                                       |  |  |                                              |                                              |                                              |  |
|  | Havok e Nevaeh                                                              | Havok e Nevaeh                                                              | Pin                                                                         |                            | Havok e Nevaeh             | Havok e Nevaeh                                                        | Pin                                                                   |                                                                       |  |  |                                              |                                              |                                              |  |
|  |                                                                             |                                                                             |                                                                             |                            | Havok e Nevaeh             | Havok e Nevaeh                                                        | Pin                                                                   |                                                                       |  |  |                                              |                                              |                                              |  |
|  |                                                                             |                                                                             | Jazz e Jordynne Grace                                                       |                            |                            |                                                                       |                                                                       |                                                                       |  |  |                                              |                                              |                                              |  |
|  | Killer Kelly e Renee Michelle                                               | Killer Kelly e Renee Michelle                                               | 8:54                                                                        |                            |                            |                                                                       |                                                                       |                                                                       |  |  |                                              |                                              |                                              |  |
|  | Killer Kelly e Renee Michelle                                               | Killer Kelly e Renee Michelle                                               | 8:54                                                                        |                            |                            |                                                                       |                                                                       |                                                                       |  |  |                                              |                                              |                                              |  |
|  | Jazz e Jordynne Grace                                                       | Jazz e Jordynne Grace                                                       | Pin                                                                         |                            |                            |                                                                       |                                                                       |                                                                       |  |  |                                              |                                              |                                              |  |
|  | Jazz e Jordynne Grace                                                       | Jazz e Jordynne Grace                                                       | Pin                                                                         | Havok e Nevaeh             |                            |                                                                       |                                                                       |                                                                       |  |  |                                              |                                              |                                              |  |
|  |                                                                             |                                                                             |                                                                             |                            |                            |                                                                       |                                                                       |                                                                       |  |  |                                              |                                              |                                              |  |
|  |                                                                             |                                                                             | Kiera Hogan e Tasha Steelz                                                  | Kiera Hogan e Tasha Steelz | Pin                        |                                                                       |                                                                       |                                                                       |  |  |                                              |                                              |                                              |  |
|  | Kiera Hogan e Tasha Steelz                                                  | Kiera Hogan e Tasha Steelz                                                  | Kiera Hogan e Tasha Steelz                                                  | Kiera Hogan e Tasha Steelz | Pin                        | Pin                                                                   |                                                                       |                                                                       |  |  |                                              |                                              |                                              |  |
|  | Kiera Hogan e Tasha Steelz                                                  | Kiera Hogan e Tasha Steelz                                                  |                                                                             |                            |                            |                                                                       |                                                                       |                                                                       |  |  |                                              |                                              |                                              |  |
|  | Team Sea Stars (Ashley Vox e Delmi Exo)                                     | Team Sea Stars (Ashley Vox e Delmi Exo)                                     | 7:10                                                                        |                            |                            |                                                                       |                                                                       |                                                                       |  |  |                                              |                                              |                                              |  |
|  | Team Sea Stars (Ashley Vox e Delmi Exo)                                     | Team Sea Stars (Ashley Vox e Delmi Exo)                                     | 7:10                                                                        |                            | Kiera Hogan e Tasha Steelz | Kiera Hogan e Tasha Steelz                                            | Pin                                                                   |                                                                       |  |  |                                              |                                              |                                              |  |
|  |                                                                             |                                                                             |                                                                             |                            | Kiera Hogan e Tasha Steelz | Kiera Hogan e Tasha Steelz                                            | Pin                                                                   |                                                                       |  |  |                                              |                                              |                                              |  |
|  |                                                                             |                                                                             | Taya Valkyrie e Rosemary                                                    | Taya Valkyrie e Rosemary   | 7:58                       |                                                                       |                                                                       |                                                                       |  |  |                                              |                                              |                                              |  |
|  | Deonna Purrazzo e Kimber Lee                                                | Deonna Purrazzo e Kimber Lee                                                | Taya Valkyrie e Rosemary                                                    | Taya Valkyrie e Rosemary   | 7:58                       | 6:59                                                                  |                                                                       |                                                                       |  |  |                                              |                                              |                                              |  |
|  | Deonna Purrazzo e Kimber Lee                                                | Deonna Purrazzo e Kimber Lee                                                |                                                                             |                            |                            |                                                                       |                                                                       |                                                                       |  |  |                                              |                                              |                                              |  |
|  | Taya Valkyrie e Rosemary                                                    | Taya Valkyrie e Rosemary                                                    | Pin                                                                         |                            |                            |                                                                       |                                                                       |                                                                       |  |  |                                              |                                              |                                              |  |

## Designs

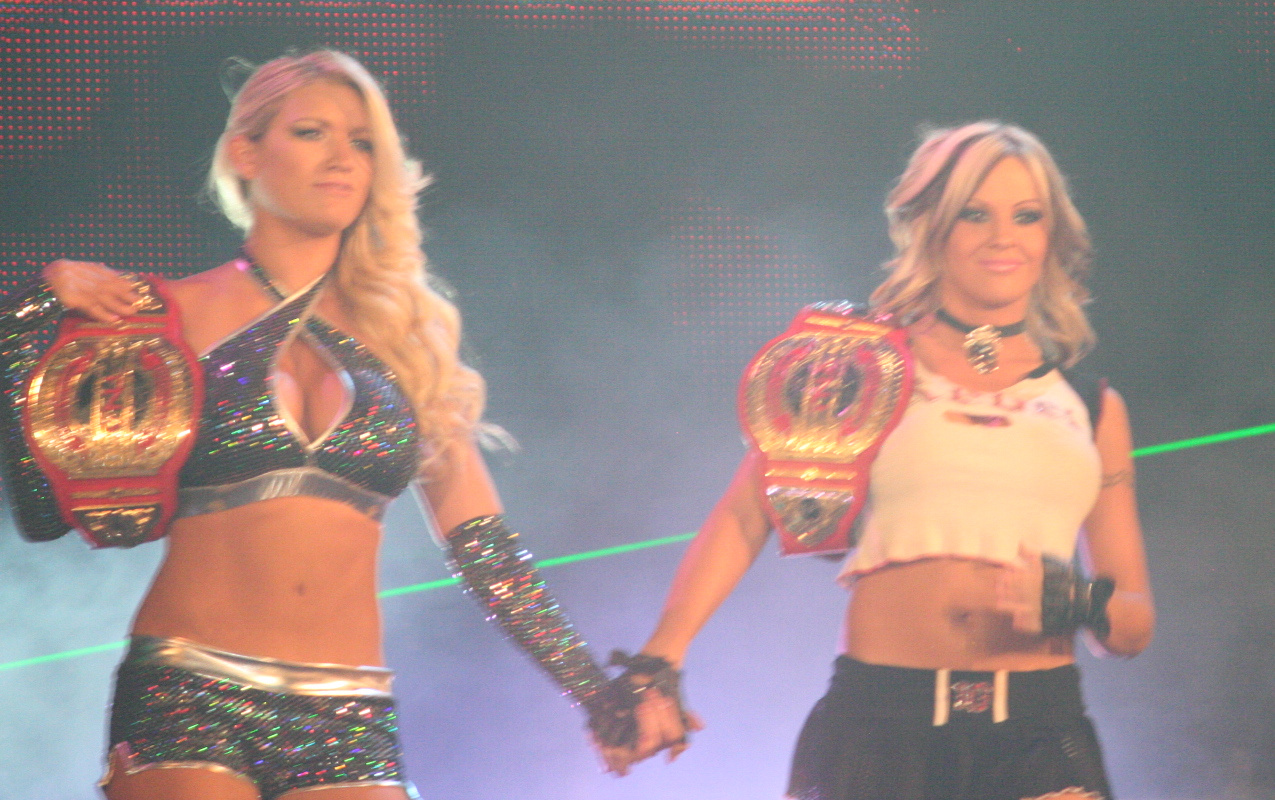
O design original do Campeonato de Duplas das Knockouts, detidos pelas então campe]as The Beautiful People (Lacey Von Erich e Velvet Sky).
O design dos cinturões em 2020.

O design original do Campeonato de Duplas das Knockouts, de 2009 a 2013, possui um couro vermelho, uma placa central dourada e duas placas laterais com design em vermelho e preto. No centro da placa dourada está a inscrição "Knockouts Tag Team TNA Wrestling Champions", com diamantes vermelhos e brancos no meio e nas placas laterais, além de um globo em cada uma das placas laterais.

## Reinados

Atuais campeãs, Ash by Elegance (esquerda) e Heather by Elegance (direita).

No total, houve 26 reinados compartilhados entre 34 lutadoras e 21 equipes. As campeãs inaugurais foram Sarita e Taylor Wilde, que derrotaram The Beautiful People (Madison Rayne e Velvet Sky) na final de um torneio de oito equipes para coroar as primeiras campeãs de duplas das Knockouts da TNA. Com 478 dias, Eric Young e ODB detêm o recorde do reinado mais longo da história do título. O segundo reinado de MK Ultra (Masha Slamovich e Killer Kelly) detém o recorde do reinado mais curto da história do título, com 14 dias. Young é o primeiro e único lutador masculino a ter detido o título.
Ash by Elegance e Heather by Elegance são as campeãs atuais em seu primeiro reinado como equipe e individualmente. Elas derrotaram Spitfire (Dani Luna e Jody Threat) em 15 de março de 2025, no Sacrifice para conquistar o título.